# Понтбёйтен
Понтбёйтен (нидерл. Pontbuiten) — рессорт (коммуна) в округе Парамарибо (Суринам). Расположен к югу от центра Большого Парамарибо на расстоянии 8 км. Площадь 6 км².
Согласно переписи населения 2012 года, в Понтбёйтене проживали 23 211 человек, из которых более половины составляли лесные негры — потомки суринамских маронов. Другие большие группы населения включали креолов и выходцев с Индостана.